# Любоміра Казанова
Любоміра Казанова (болг. Любомира Казанова; нар. 23 травня 1996, Софія, Болгарія) — болгарська художня гімнастка, бронзова призерка Олімпійських ігор 2016 року.

## Виступи на Олімпіадах
| Олімпіада           | Дисципліна | Місце |
| ------------------- | ---------- | ----- |
| Ріо-де-Жанейро 2016 | групи      | 3     |